# Andre Clarke
Andre Clarke es un deportista alemán que compite en lucha libre. Ganó una medalla de bronce en el Campeonato Europeo de Lucha de 2024, en la categoría de 65 kg.

## Palmarés internacional
| Campeonato Europeo | Campeonato Europeo | Campeonato Europeo | Campeonato Europeo |
| Año                | Lugar              | Medalla            | Categoría          |
| ------------------ | ------------------ | ------------------ | ------------------ |
| 2024               | Bucarest (Rumania) | Medalla de bronce  | 65 kg              |